# Harry Hillman
Harry Hillman   (Brooklyn, 8 de setembre de 1881 - Hanover, 9 d'agost de 1945) fou un atleta nord-americà, especialista en curses de mitjana distància i proves de salt de tanques.
Va participar, als 22 anys, en els Jocs Olímpics d'Estiu de 1904 realitzats a St. Louis (Estats Units), on va aconseguir guanyar la medalla d'or en la prova dels 400 metres llisos, on establí un nou rècord olímpic amb un temps de 49.2 segons; en els 200 metres tanques, on establí també un nou rècord amb un temps de 24.6 segons; i en els 400 metres tanques.
Va participar en els Jocs Olímpics d'Estiu de 1906 realitzats a Atenes (Grècia), els anomenats Jocs Intercalats i que no són reconeguts oficialment pel Comitè Olímpic Internacional (COI), on va finalitzar quart en la prova dels 400 metres i fou eliminat en primera ronda dels 110 metres tanques. Una lesió, provocada per una enorme onada durant el viatge fins a Atenes, va reduir el seu nivell físic en aquests Jocs.
En els Jocs Olímpics d'Estiu de 1908 celebrats a Londres (Regne Unit) va participar en la prova dels 400 metres tanques, on aconseguí finalitzar en segona posició, guanyant així una medalla de plata.
En finalitzar la seva carrera esportiva va esdevenir entrenador, entre els quals destacà el canadenc Earl Thomson, guanyador dels 110 metres tanques en els Jocs Olímpics d'estiu de 1920.
També va guanyar quatre títols de la Unió Atlètica Amateur, dos en els 200 metres i dos en els 400 metres tanques.
Va lluitar a la Primera Guerra Mundial com a tinent al cos d'aviació.
Una vegada retirat va exercir d'entrenador d'atletisme al Dartmouth College durant 35 anys, des de 1910 fins a la seva mort el 1945.